# Castelo do Petit-Arnsberg
O Château du Petit-Arnsberg é um castelo situado na comuna de Obersteinbach no Bas-Rhin, na Alsace, em France. É datado do século XIV.
Está classificado desde 1898 como monumento histórico pelo Ministério da Cultura da França.

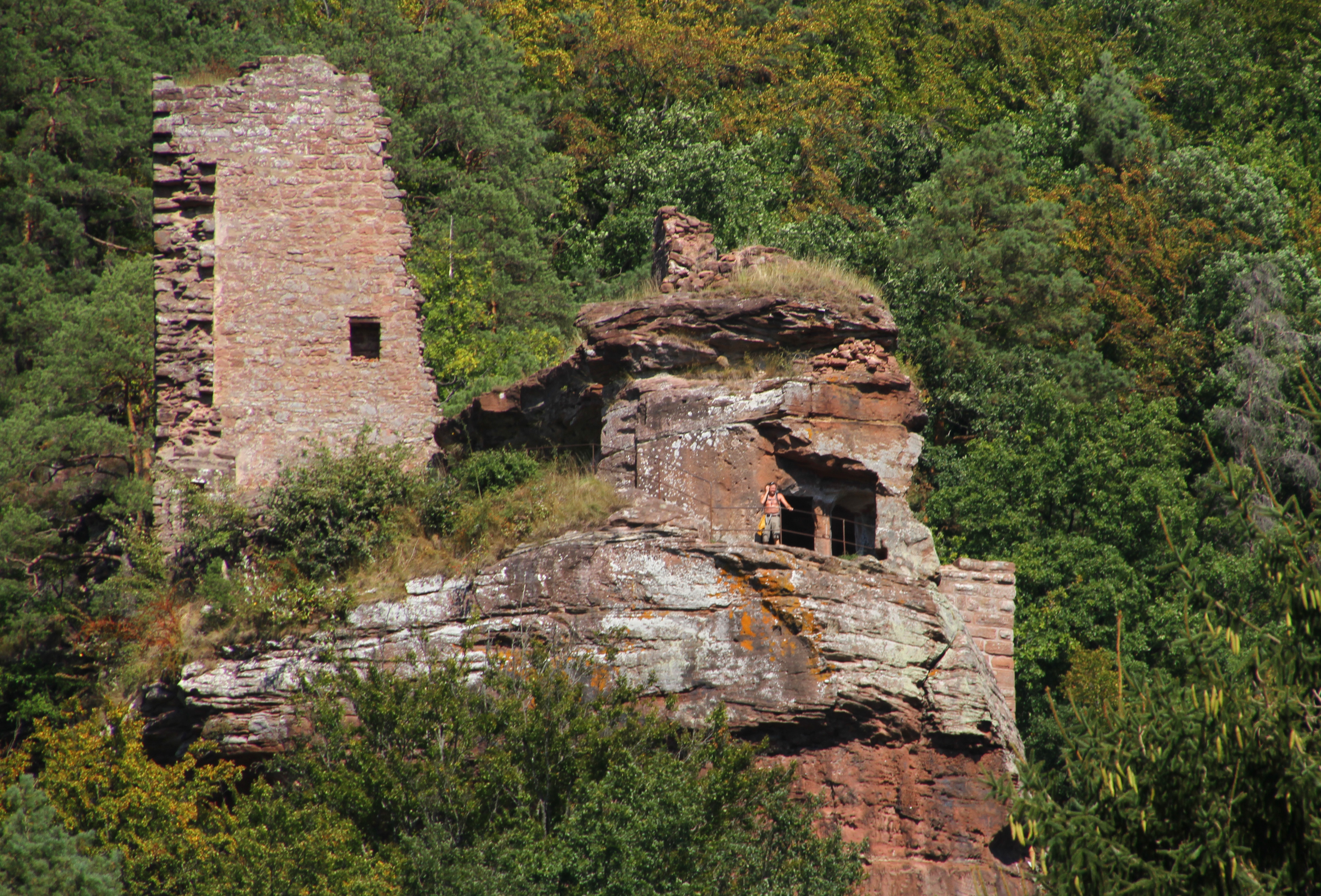
Visto de Obersteinbach

## Acesso
O castelo pode ser visitado a partir da aldeia de Obersteinbach. Do campo de desportos, um caminho marcado por marcadores rectangulares vermelho-branco-vermelho leva o visitante até ao local.